# Francesco Attolico
Francesco Attolico (Bari, 23 de março de 1963) é um jogador de polo aquático italiano, medalhista olímpico.

## Carreira
Francesco Attolico fez parte da geração de ouro italiana no polo aquático, campeão olímpico de Barcelona 1992 e prata em Atlanta 1996.